# یان وینیسه
یان وینیسه (انگلیسی: Jan Wienese؛ زادهٔ ۴ ژوئن ۱۹۴۲) قایقران روئینگ اهل هلند بود.